# Mark Sanchez
Mark Travis John Sanchez (11 de novembro de 1986, Long Beach, Califórnia) é um ex jogador de futebol americano que atuava como quarterback na National Football League. Ele jogou futebol americano universitário na Universidade do Sul da Califórnia onde teve uma próspera carreira. Sanchez tornou-se o quarto quarterback novato a vencer seu primeiro jogo de playoff na NFL quando vestia a camisa do New York Jets. Se aposentou em 2019, após dez temporadas.

## Infância e adolescência
Sanchez nasceu e foi criado no sul da Califórnia. Como um quarterback no futebol americano de nível colegial na Mission Viejo High School, foi nomeado jogador de futebol do ano por várias agências de recrutamento de jogadores para o futebol americano universitário. Ele escolheu estudar na USC, onde conseguiu a posição de titular na sua primeira temporada como jogador eligível. Por causa de sua ascendência, Sanchez achou-se colocado como símbolo da identidade mexico-americana e modelo para as crianças. Em sua única temporada como jogador titular, Sanchez levou a uma temporada com 12 vitórias e 1 derrota, ficando em segundo no ranking da Coaches' Poll, e terceiro na AP Poll, enquanto conseguiu o prêmio de jogador ofensivo mais valioso do Rose Bowl de 2009. Após inicialmente mostrar interesse em ficar para sua última temporada permitida como jogador, ele se tornou o primeiro quarterback desde Todd Marinovich a sair da universidade ainda com eligibilidade e entrar no Draft da NFL, embora por ter ficado uma temporada sem jogar, acumulou créditos suficientes para obter um bacharelado em Comunicações.

## Carreira Universitária

### 2005
Mark Sanchez usou a camisa de número 6 no seu primeiro ano na USC.
Sanchez foi bem visto em sua chegada na USC. Ele não jogou no seu ano de calouro, ao optar por ter uma temporada de redshirt (temporada em que o jogador não participa do time titular, a fim de atuar nas outras próximas temporadas). Durante este tempo, atuou pelo time de observação da USC, recebendo o prêmio de Trojans' Service Team Offensive Player of the Year Award (prêmio de melhor jogador ofensivo da USC, sendo Trojans o time da USC).

### 2006

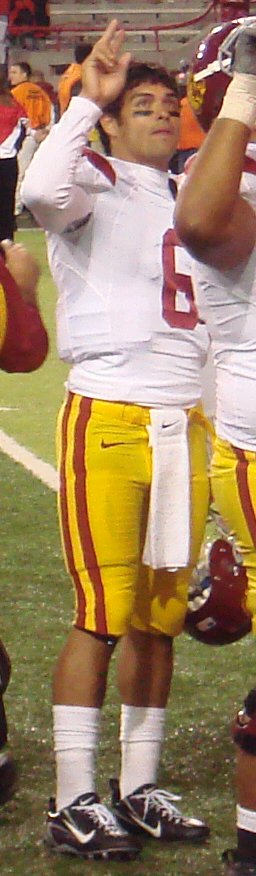
Sanchez em 2007

No mês de abril de 2006, Sanchez foi preso após uma estudante da USC o acusar de agressão sexual. Ele foi solto no dia seguinte e suspenso, mas no dia de 3 de Junho de 2006, o escritório da Los Angeles County District Attorney anunciou que nenhuma acusação seria feita, e Sanchez foi reintegrado ao time, permanecendo sujeito a disciplina do time por usar bebidas alcoólicas sendo menor de idade e usar identificação falsa na noite em que foi preso.
Para a temporada de 2006, Sanchez competiu pela posição de quarterback titular; entretanto, quando John David Booty submeteu-se a uma cirurgia nas costas, Sanchez comandou o ataque do primeiro time pela primavera enquanto Booty se recuperava. Os treinadores declararam que Booty teria de volta o posto de quarterback titular quando voltasse para o campo de treinamento de outono. Durante a temporada de 2006, Sanchez atuou em 6 jogos conseguindo 3 de 7 passes completados por 63 jardas e 1 interceptação. Também teve tempo de jogo nos jogos da USC contra Arizona, Michigan e Notre Dame, mas não lançou um passe.

### 2007

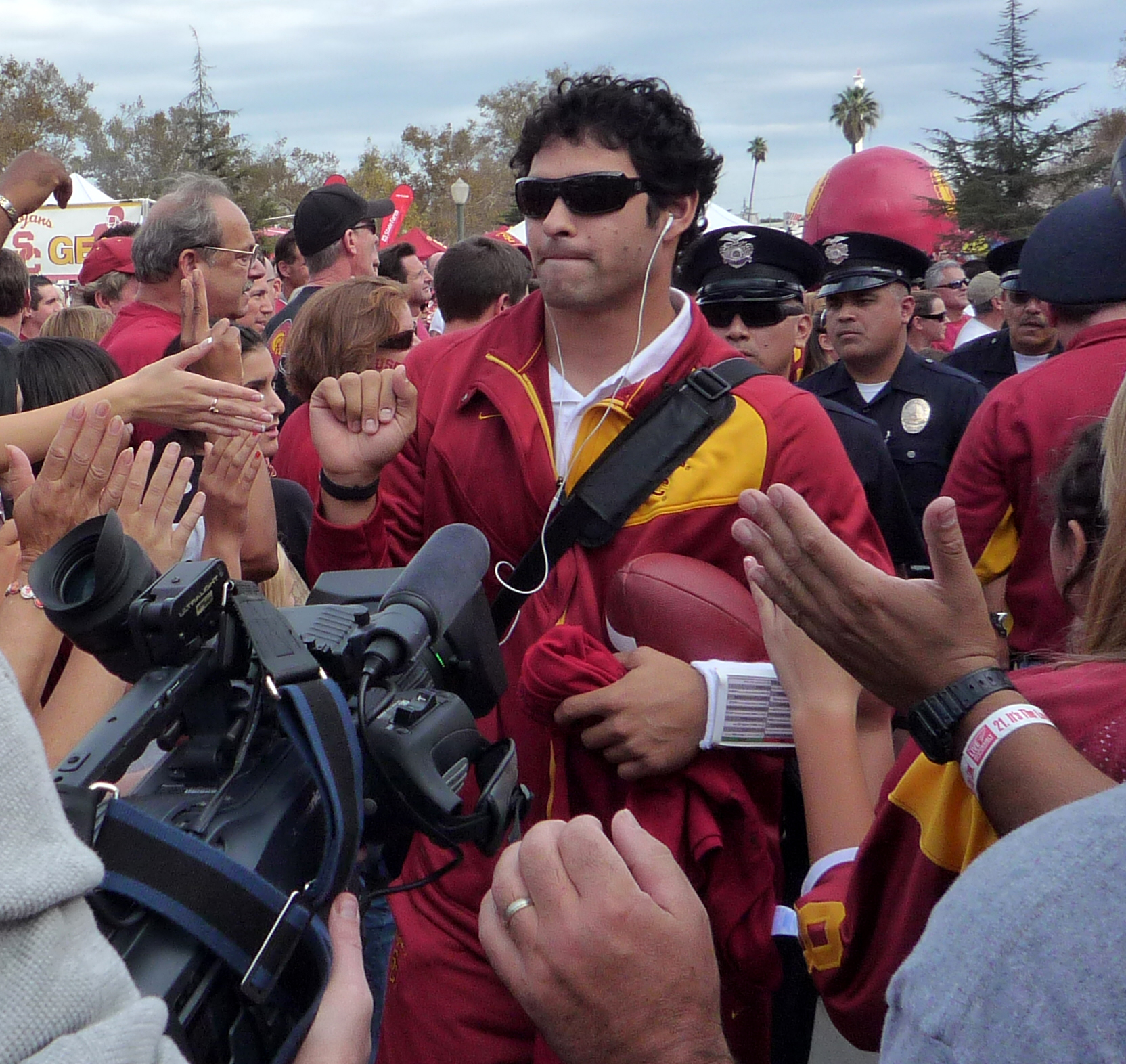
Mark Sanchez fazendo o "Trojan Walk" antes de um jogo da USC

Nos treinos de outono do time da USC para a temporada de 2007, Sanchez quebrou o dedo polegar da mão que usa para lançar os passes, e não participou do primeiro jogo contra Idaho. Ele retornou na semana seguinte e serviu como reserva para John David Booty. No meio da temporada, Sanchez recebeu a posição de titular para o jogo contra Arizona quando Booty teve um dedo quebrado em sua mão de lançar passes durante uma derrota de 24 a 23 para Stanford.
No dia 13 de outubro, Sanchez levou a USC a uma vitória contra Arizona por 20-13, após um primeiro tempo ruim, onde ele lançou duas interceptações, permitindo Arizona empatar até o intervalo. Na segunda metade do jogo, Sanchez teve 11 de 15 passes completos para 74 jardas e um touchdown e teve uma corrida crucial de 10 jardas para obter uma primeira descida, terminando o jogo com 19 de 31 passes completos para 130 jardas e uma média de 4,2 jardas por jogada e um touchdown, duas interceptações e sofreu três sacks.
Com Booty ainda em recuperação, a USC escolheu usar Sanchez pela segunda semana seguida, esta vez em um jogo fora de casa contra Notre Dame; onde teve melhoras significantes, tendo 21 de 38 passes completos, totalizando 235 jardas avançadas, quatro touchdowns e nenhuma interceptação.
No dia 27 de outubro, Sanchez começou como titular pela última vez no lugar do machucado Booty, em um jogo fora de casa contra a Oregon. O jogo resultou em uma derrota de 24 a 17 para a USC, com Sanchez tendo dois passes interceptados pelo safety Matthew Harper na segunda metade do jogo. A primeira interceptação levou a um touchdown no último quarto que deu a Oregon uma vantagem de 14 pontos de diferença; a segunda interceptação acabou com as chances de uma virada da USC. Ele aceitou publicamente a culpa pela derrota.
Na semana seguinte, contra a Oregon State, Booty retornou ao posto de quarterback titular, com Sanchez voltando a posição de quarterback reserva. Sanchez deu passes totalizando 695 jardas e sete touchdowns, com quatro interceptações, pela temporada. Sanchez foi titular em somente três partidas durante a temporada de 2007.

### 2008

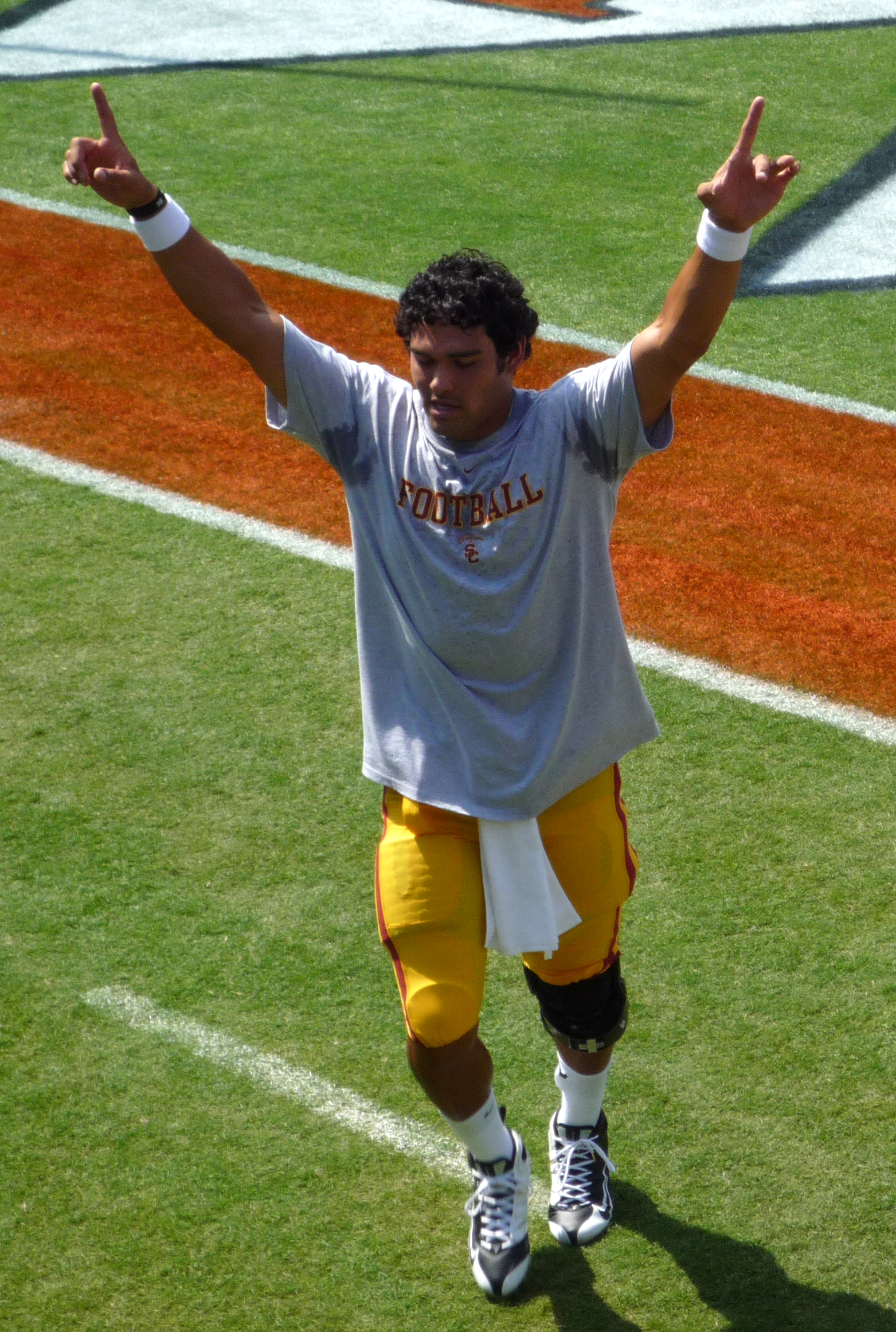
Sanchez corre pelo campo após os aquecimentos pré-jogo antes da abertura da temporada de 2008 contra Virgínia

Sanchez começou os treinos de primavera como favorito após a temporada de 2008 como favorito para a posição de quarterback titular, mas teve grande competição com o titular da Universidade do Arkansas que se transferiu para USC, Mitch Mustain e o novato Aaron Corp; sendo Mustain, um jogador que também era apontado com um quarterback de alto nível vindo do colegial em 2006. Ao fim dos treinos de primavera, a equipe técnica da USC anunciou que Sanchez seria o titular para o acampamento de outono. Durante a primeira semana, Sanchez teve a rótula esquerda deslocada enquanto se aquecia para o treino; os treinadores conseguiram colocar imediatamente a rótula de volta a posição. Após perder três semanas, Sanchez foi liberado para jogar no jogo de abertura contra Virgínia. Antes de abertura, Sanchez foi chamado pelos três quarterbacks anteriores sob o comando de Pete Carroll - Carson Palmer, Matt Leinart e Booty - que desejaram boa sorte e ofereceram conselhos gerais.
Na abertura contra Virginia, Sanchez teve o melhor desempenho na carreira obtendo 338 jardas, tendo 26 de 35 passes completados para touchdown e uma interceptação. A Davey O'Brien Foundation o nomeou como O'Brien Quarterback of the Week, e sua performance levou a ser considerado a um dos potenciais a receber o troféu Heisman. Com Sanchez começando 12 jogos como titular, os Trojans terminaram a temporada com 12 vitórias e uma derrota, levando o time à posição de segundo no ranking da Coaches' Poll, e terceiro na AP Poll. Sanchez ganhou o prêmio de Melhor Jogador ofensivo no Rose Bowl de 2009; suas 413 jardas obtidas foram a quarta melhor na história dos Trojans e foram a maior desde que Carson Palmer obteve 425 contra Notre Dame em 2002. Ele terminou a temporada com 34 passes para touchdown, segundo na história da universidade desde Matt Leinart com 38 em 2003. Sanchez terminou sua temporada com 3.207 jardas passando, 34 touchdowns e 10 interceptações. O índice de quarterback de Sanchez em seu último ano na USC foi de 164,4. Sanchez terminou sua carreira na USC com 3.965 jardas obtidas.
Após o Rose Bowl, Sanchez declarou que seria difícil de deixar a USC para a NFL e "provavelmente não conseguiria entrar";e também mencionou que seria possível assinar um contrato com o New York Jets. Entretanto, com o anúncio de outros quarterbacks com nível para entrar na NFL que ainda estavam na universidade, como Tim Tebow, Sam Bradford e Colt McCoy, que decidiram permanecer mais um ano na universidade para mais temporadas, surgiram rumores que Sanchez usaria a oportunidade para ser um dos primeiros quarterbacks escolhidos no Draft de 2009 da NFL. No dia 15 de janeiro, Sanchez anunciou seus planos de renunciar ao seu último ano de eligibilidade no futebol americano universitário e entrar no draft de 2009 da NFL, embora tenha continuado como estudante da USC e graduar-se na primavera de 2009, enquanto se preparava para o draft. Durante uma coletiva de imprensa, o técnico Carrol declarou que não concordava com a decisão de Sanchez e que o avisou da baixa taxa de sucesso de quarterbacks que saíram cedo do futebol americano universitário para entrar na NFL, e sugeriu que ele usasse seu último ano de eligibilidade. Apesar da discordância pública, os dois se mantiveram próximos depois disso. Sanchez foi o primeiro quarterback da USC a virar profissional antes de terminar sua eligibilidade desde Todd Marinovich ter feito isso na temporada de 1990.

### Prêmios
- PARADE All-American Player of the Year de 2004
- Super Prep All-American Player of the Year de 2004
- Offensive Most Valuable Player do Rose Bowl Championship de 2009
- Sports Illustrated e Pro Football Weekly All-American Honorable Mention de 2008
- First Team All-Pac 10  de 2008
- 3× nomeado Pepsi NFL Rookie of the Week
- Selecionado NFL All-Rookie team (2009)

## Carreira Profissional

### Draft de 2009 da NFL
Após anunciar sua intenção de entrar no Draft de 2009 da NFL, Sanchez escolheu seu irmão mais velho e advogado de negócios, Nick Sanchez, para ser seu agente. Ele foi um dos doze jogadores da USC convidados para fazer parte do pré-teste do draft da NFL. Participando do draft, foi apontado como um dos dois melhores quarterbacks, atrás somente de Matthew Stafford vindo da Universidade da Geórgia. Nos dias anteriores ao draft, vários times da NFL começaram a expressar interesse em Sanchez, incluindo o Seattle Seahawks, Cleveland Browns, Washington Redskins e New York Jets.

### New York Jets

#### 2009
Sanchez foi escolhido em quinto no geral pelo Jets no draft de 2009 da NFL, tornando-se o primeiro quarterback escolhido pelo Jets na primeira rodada, desde que Chad Pennington foi o décimo-oitavo no geral em 2000.  A fim de escolher Sanchez, o Jets fizeram a maior troca em sua história no draft a fim de obter a quinta posição. A escolha foi julgada na época como boa para o time e para o jogador.
Em 10 de junho, Sanchez anunciou um contrato de cinco anos com o Jets valendo US$50 milhões de dolares, com US$28 milhões em garantias. Foi o maior contrato que os Jets assinaram com um jogador na história da franquia. Ele também foi a segunda escolha do draft a assinar um contrato.

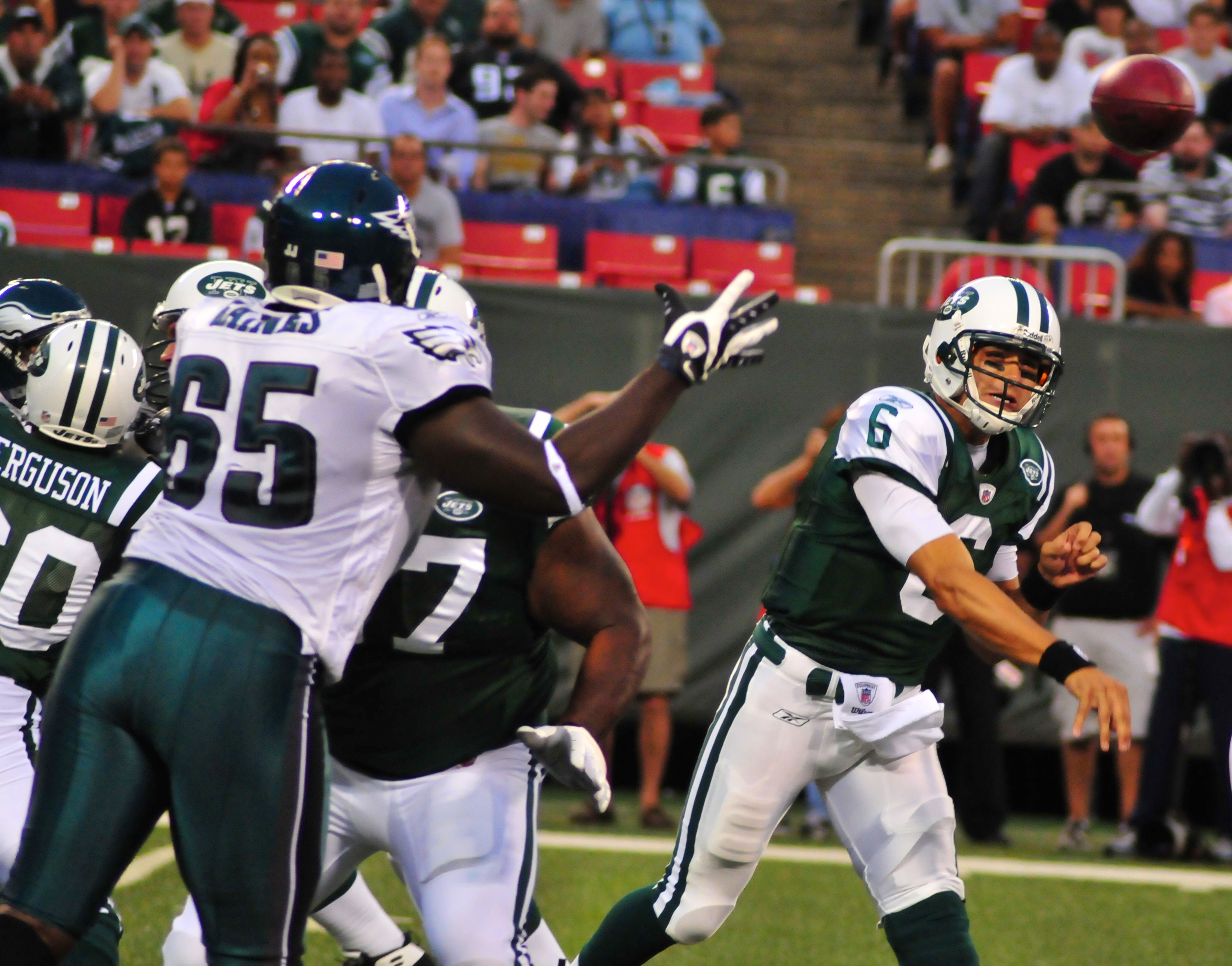
Sanchez após lançar um passe em um jogo da pré-temporada contra o Philadelphia Eagles.

Indo para os treinamentos dos novatos, Sanchez foi listado como o segundo quarterback somente atrás do veterano Kellen Clemens. O técnico principal dos Jets, Rex Ryan notou que ele viu o campo de treino como uma competição aberta entre os dois pela titularidade para a temporada de 2009. No dia 26 de agosto de 2009, Sanchez foi nomeado como titular.
No dia 13 de setembro de 2009, Sanchez jogou como titular em seu primeiro jogo da temporada regular da NFL contra o Houston Texans, lançando seu primeiro passe para touchdown para Chansi Stuckey. Sanchez e os Jets venceram o jogo pelo placar de 24 a 7, com Sanchez lançando por 272 jardas, 1 touchdown e uma interceptação. Foi nomeado "Pepsi Rookie of the Week" por sua performance neste jogo. Jogou seu primeiro jogo em casa contra o New England Patriots, uma vitória por 16 a 9; foi também seu primeiro jogo divisional e seu primeiro jogo contra um time rival. Foi a primeira vitória do Jets contra New England em casa desde 2000. Com uma vitória de 24 a 17 sobre o Tennessee Titans na semana 3, Sanchez tornou-se o primeiro quarterback novato a começar como titular e vencer seus 3 primeiros jogos em uma temporada da NFL. Entretanto, teve um passe interceptado sofrendo um retorno de 97 jardas para touchdown, e deu um fumble outro passe tentando na endzone para outro touchdown, enquanto os Jets caíram para o New Orleans Saints na semana 4. Essas duas jogadas foram o suficiente para estragar um grande começo de temporada dos Jets caindo assim para 3-1 no ano.
Na quinta feira, dia 3 de dezembro de 2009, Sanchez sofreu um entorse no ligamento posterior cruzado em um jogo contra o Buffalo Bills. Sanchez então ficou no banco de reservas no jogo seguinte contra o Tampa Bay Buccaneers no dia 13 de dezembro de 2009, pois os Jets pretendiam que Sanchez tivesse uma recuperação completa.
Num domingo, 27 de dezembro, Sanchez liderou o Jets a uma vitória contra o invicto Indianapolis Colts por 29 a 15 depois que o treinador do Colts, Jim Caldwell, retirar seus titulares no terceiro periodo do jogo com seu time ganhando por apenas 5 pontos.
Em 3 de janeiro de 2010, Sanchez liderou seu time aos playoffs, completando apenas 8 de 16 passes para 63 jardas na vitória de seu time por 37 a 0 sobre o Cincinnati Bengals. As duas vitórias no fim do campeonato, deu ao Jets a tão sonhada vaga nos playoffs.
Sanchez terminou sua temporada como calouro com 12 touchdowns e 20 interceptações.
Em 9 de janeiro de 2010, os Jets, liderados por Sanchez, ganharam o jogo de wild card (repescagem) contra o Cincinnati Bengals em Cincinnati por 24 a 14. Sanchez completou 12 de 15 passes para 182 jardas, 1 touchdown e 0 interceptações. Sanchez teve um rating de 139.4 naquela partida. Sanchez se tornou apenas o segundo QB novato na história da NFL a vencer a primeira partida de sua carreira nos playoffs como titular.
Em 17 de janeiro, Sanchez, com a ajuda de Shonn Greene, fez os Jets derrotarem o favorito San Diego Chargers por 17 a 14 para levar o Jets ao seu terceiro AFC Championship Game. Sanchez se tornou o segundo quarterback rookie (novato) a vencer dois jogos de playoff consecutivos, depois de Joe Flacco.
Os Jets então perderam para os Colts em 24 de janeiro de 2010 no AFC Championship Game, pelo placar de 30 a 17.
Após a temporada de 2009, Sanchez foi nomeado para o All-Rookie Team da Sporting News.

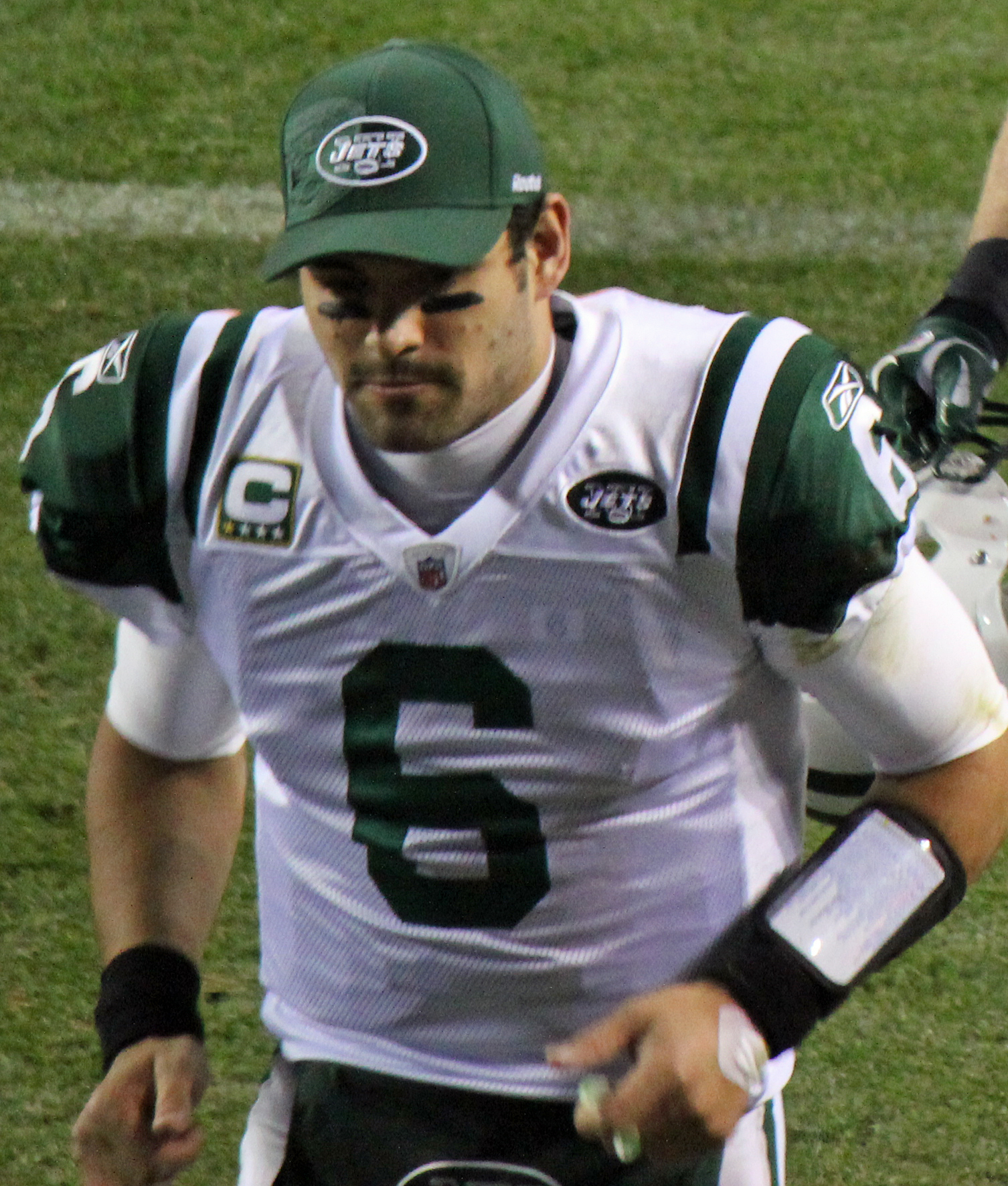
Sanchez em 2011 com os Jets

#### 2010
Em 2 de fevereiro de 2010, Sanchez passou por uma cirurgia no joelho por causa de uma contusão sofrida na USC. A cirurgia foi bem sucedida. Sanchez perdeu parte dos treinamentos iniciais mas voltou mais cedo devido ao sucesso de sua recuperação. Por precaução, Sanchez começou a temporada com uma proteção no joelho.
Na temporada de 2010, Sanchez conseguiu seu primeiro jogo de 300 jardas na carreira contra o Detroit Lions em 7 de novembro. Sanchez foi elogiado por sua habilidade de escapar da pressão adversária e fazer grandes jogadas. Sanchez terminou o ano com 3 291 jardas, 17 touchdowns e 13 interceptações.

#### 2011
Após ter sido nomeado capitão para os Jets pelo Treinador Rex Ryan para a temporada de 2011, as coisas não começaram bem para Sanchez, sofrendo 3 derrotas em 5 jogos. Naquele ano, o time mudou sua filosofia de jogo, para um ataque mais aéreo porém sem demonstrar os resultados esperados. Mark recebeu então várias críticas após performances muito ruins. O time terminou o ano com 8 vitórias e 8 derrotas, mesmo com Sanchez tendo bons números, estatisticamente falando. Ele então, durante os treinamentos para temporada seguinte, continuou a ser alvo de críticas da imprensa e até mesmo de companheiros de time.

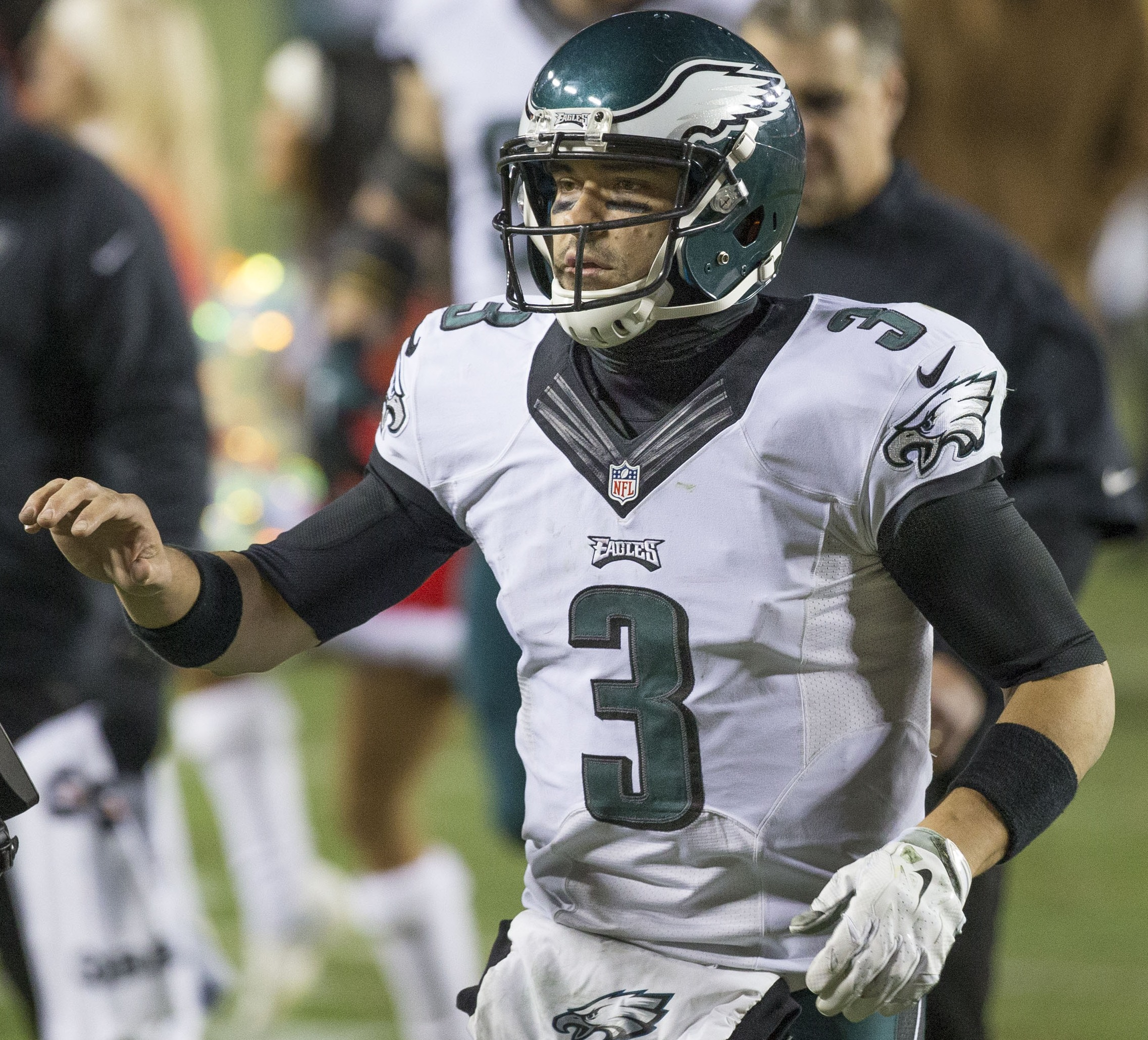
Sanchez em 2014

### Philadelphia Eagles
Em 27 de março de 2014, Sanchez assinou um contrato com o Philadelphia Eagles.

### Denver Broncos
Em 11 de Março de 2016, Mark Sanchez foi trocado para o Denver Broncos por uma escolha condicional no Draft de 2017. Acabou sendo cortado pela equipe alguns meses depois ainda na pré-temporada de 2016.

### Dallas Cowboys
Logo após ser dispensado pelos Broncos, assinou com o Dallas Cowboys no começo de setembro de 2016.

### Chicago Bears
Em 23 de março de 2017, Sanchez firmou um contrato de um ano com o Chicago Bears. Em 30 de maio de 2017, Sanchez sofreu uma contusão no joelho. Ele acabou perdendo quase todo o treino da intertemporada. Sanchez não jogou uma unica partida durante a temporada de 2017 e foi dispensado no começo do ano seguinte.

### Washington Redskins
Em 19 de novembro de 2018, Sanchez assinou com o Washington Redskins após o quarterback Alex Smith ter quebrado a perna.

### Aposentadoria
Em 23 de julho de 2019, Sanchez anunciou formalmente sua aposentadoria como jogador de futebol americano, aos 32 anos de idade, após dez temporadas como profissional. Ele então começou a trabalhar como comentarista de futebol americano universitário para televisão.

## Estatísticas

### Temporada regular

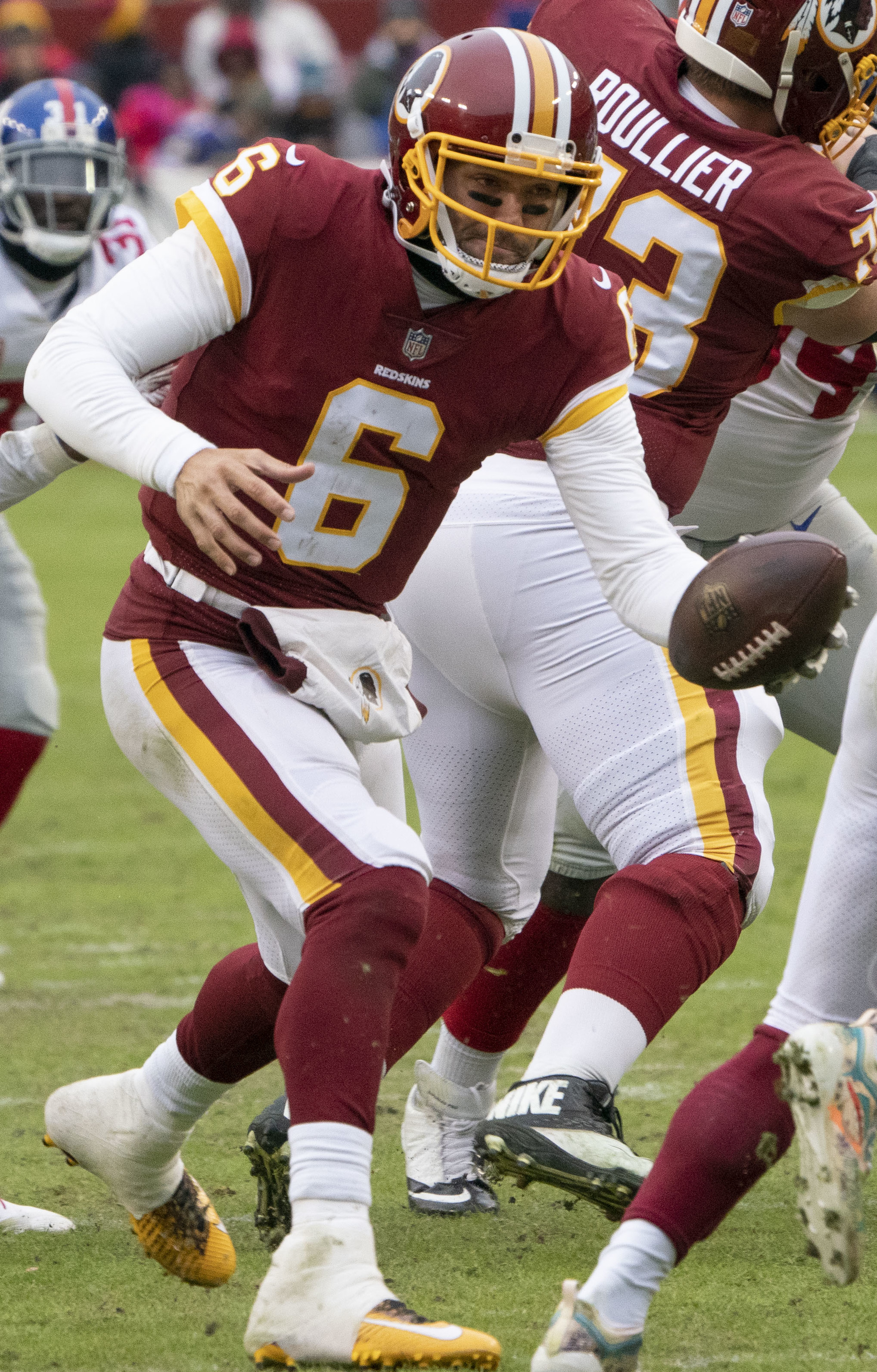
Sanchez em 2018 com a camisa dos Redskins

| 2009  | NYJ   | 15                  | 15                  | 364                 | 196                 | 53,8%               | 2 444               | 6,7                 | 12                  | 20                  | 63,0                | 36                  | 106                 | 2,9                 | 3                   | 26                  | 195                 | 10                  | 3                   |                     |                     |
| 2010  | NYJ   | 12                  | 12                  | 364                 | 201                 | 55,2%               | 2 472               | 6,8                 | 16                  | 8                   | 80,0                | 21                  | 50                  | 2,4                 | 2                   | 19                  | 123                 | 4                   | 0                   |                     |                     |
| 2011  | NYJ   | 16                  | 16                  | 543                 | 308                 | 56,7%               | 3 474               | 6,4                 | 26                  | 18                  | 78,2                | 37                  | 103                 | 2,8                 | 6                   | 39                  | 243                 | 10                  | 8                   |                     |                     |
| 2012  | NYJ   | 15                  | 15                  | 453                 | 246                 | 54,3%               | 2 883               | 6,4                 | 13                  | 18                  | 66,9                | 22                  | 28                  | 1,3                 | 0                   | 34                  | 209                 | 14                  | 8                   |                     |                     |
| 2013  | NYJ   | Machucado           | Machucado           | Machucado           | Machucado           | Machucado           | Machucado           | Machucado           | Machucado           | Machucado           | Machucado           | Machucado           | Machucado           | Machucado           | Machucado           | Machucado           | Machucado           | Machucado           | Machucado           | Machucado           | Machucado           |
| 2014  | PHI   | 9                   | 8                   | 309                 | 198                 | 64,1%               | 2 418               | 7,8                 | 14                  | 11                  | 88,4                | 34                  | 87                  | 2.6                 | 1                   | 23                  | 151                 | 7                   | 3                   |                     |                     |
| 2015  | PHI   | 4                   | 2                   | 91                  | 59                  | 64,8%               | 616                 | 6,7                 | 4                   | 4                   | 80,7                | 6                   | 22                  | 3,7                 | 0                   | 9                   | 54                  | 0                   | 0                   |                     |                     |
| 2016  | DAL   | 2                   | 0                   | 10                  | 18                  | 55,6%               | 93                  | 5,2                 | 0                   | 2                   | 30,3                | 4                   | −2                  | −0,5                | 0                   | 3                   | 25                  | 0                   | 0                   |                     |                     |
| 2017  | CHI   | Não jogou (reserva) | Não jogou (reserva) | Não jogou (reserva) | Não jogou (reserva) | Não jogou (reserva) | Não jogou (reserva) | Não jogou (reserva) | Não jogou (reserva) | Não jogou (reserva) | Não jogou (reserva) | Não jogou (reserva) | Não jogou (reserva) | Não jogou (reserva) | Não jogou (reserva) | Não jogou (reserva) | Não jogou (reserva) | Não jogou (reserva) | Não jogou (reserva) | Não jogou (reserva) | Não jogou (reserva) |
| 2018  | WAS   | 2                   | 1                   | 19                  | 35                  | 54,3%               | 138                 | 3,9                 | 0                   | 3                   | 28,0                | 1                   | 8                   | 8,0                 | 0                   | 7                   | 42                  | 1                   | 0                   |                     |                     |
| Total | Total | 79                  | 73                  | 1 314               | 2 320               | 56,6%               | 15 357              | 6,6                 | 86                  | 89                  | 73,2                | 170                 | 457                 | 2,7                 | 13                  | 168                 | 1 090               | 52                  | 24                  |                     |                     |

### Playoffs
| Ano   | Time  | J | JT | Passando a bola | Passando a bola | Passando a bola | Passando a bola | Passando a bola | Passando a bola | Passando a bola | Passando a bola | Correndo com a bola | Correndo com a bola | Correndo com a bola | Correndo com a bola |
| Ano   | Time  | J | JT | Ten             | Comp            | Pct%            | Jardas          | JPJ             | TD              | Int             | Rtg             | Ten                 | Jardas              | Média               | TD                  |
| ----- | ----- | - | -- | --------------- | --------------- | --------------- | --------------- | --------------- | --------------- | --------------- | --------------- | ------------------- | ------------------- | ------------------- | ------------------- |
| 2009  | NYJ   | 3 | 3  | 68              | 41              | 60,3%           | 539             | 7,9             | 4               | 2               | 92,7            | 6                   | -2                  | -0,3                | 0                   |
| 2010  | NYJ   | 3 | 3  | 89              | 54              | 60,9%           | 616             | 6,9             | 5               | 1               | 97,3            | 5                   | 11                  | 2,2                 | 0                   |
| Total | Total | 6 | 6  | 157             | 95              | 60,5%           | 1 155           | 7,4             | 9               | 3               | 94,3            | 11                  | 9                   | 0,82                | 0                   |